# Лизин
Лизинът (2,6-диаминохексанова киселина, съкр. Lys или K) е α-аминокиселина с химическа формула HO2CCH(NH2)(CH2)4NH2.
Той е незаменима аминокиселина, което означава, че не може да бъде синтезиран в човешкия организъм. Кодоните му са AAA и AAG.
Лизинът има основни свойства също като аргинина и хистидина.
Той влиза в състава на практически всички белтъци и е необходим за растежа, възстановяването на тъканите, производството на антитела, хормони, ферменти и албумини.

## Роля в организма
Лизинът има противовирусно действие, особено по отношение вируси, предизвикващи херпес и остри респираторни инфекции. При вирусни заболявания се препоръчва съчетаването на лизин с витамин C и биофлавоноиди. Участва в синтеза на колагена и възстановяването на тъканите. Прилага се по време на регенеративния период след операции и спортни травми. Лизинът подобрява усвояването на калция от кръвта и транспорта му в костната тъкан, поради което може да бъде неотменна част от програмите за лечение и профилактика на остеопороза. Недостигът на лизин се отразява неблагоприятно върху белтъчния синтез, което води до лесно уморяване, слабост, лош апетит, забавен растеж и намаляване на телесната маса, неспособност за концентрация, раздразнителност, кръвоизливи в очната ябълка, косопад, анемия и проблеми в репродуктивната сфера.

## Употреба
От лизин се образува кадаверин, като последният се използва при синтез на различни полиамини.
Синтетичен лизин се използва за обогатяване на фуражи и хранителни продукти, а също и като хранителна добавка при спортни натоварвания, в частност фитнес и бодибилдинг.